# Marlies Draeger
Marlies Draeger (* 22. Juli 1947 in Heiligenstadt) ist eine deutsche Schauspielerin.

## Leben
Die Mutter Marlies Draegers führte einen Modesalon, Draeger selber arbeitete zunächst als Buchhalterin, später als Model und ließ sich für das Herrenmagazin Privat9 oben ohne ablichten. Mitte der 1960er-Jahre nahm sie in Göttingen Schauspielunterricht und wurde für erste Aufgaben vor der Kamera von Regisseur Georg Tressler in dessen Serie Wenn die Musik nicht wär verpflichtet. Bei den Dreharbeiten 1966 lernte sie ihren Kollegen Michael Maien kennen, mit dem sie einige Monate zusammenlebte, bis sie im November desselben Jahres eine langjährige Beziehung mit dem Göttinger Holzhändler Jürgen Roloff einging.
Im Mai 1970 erschien Draeger auf der Titelseite der Fernsehzeitschrift Hörzu. Ihre Film- und Fernsehkarriere dauerte bis Mitte der 1970er-Jahre, danach sind keine weiteren künstlerischen Aktivitäten mehr zu ermitteln, weder auf der Bühne noch vor der Kamera.
Unter anderem war Marlies Draeger in dem Jerry-Cotton-Streifen Dynamit in grüner Seide, in dem sie von Traudel Haas synchronisiert wurde, zu sehen, ebenso in der Edgar-Wallace-Verfilmung Der Mann mit dem Glasauge. Letztmals wirkte sie in zwei Folgen der 26-teiligen Serie Kara Ben Nemsi Effendi nach Karl May mit.
Die Filmdatenbank IMDb führt die Schauspielerin als Marlies Dräger, laut dortigen Eintragungen wurde sie jedoch in Abspannen Marlies Draeger genannt.

## Filmografie
- 1966: Die verlorenen Schuhe
- 1967: Wenn die Musik nicht wär (2 Folgen)
- 1967: Dreizehn Briefe
- 1967: Wenn es Nacht wird auf der Reeperbahn
- 1968: Hafenkrankenhaus – Herr Kaktus
- 1968: Dynamit in grüner Seide
- 1968: Johannes durch den Wald
- 1969: Der Mann mit dem Glasauge
- 1970: Alle Hunde lieben Theobald – Amandus und der Clown
- 1970: August der Starke – Ein ganzes Volk nennt ihn Papa
- 1970: Percy Stuart – Fünf Pfeifen
- 1970: Der Polizeiminister
- 1971: Frei nach Mark Twain – Wenn man einen Elefanten verliert
- 1973–1975: Kara Ben Nemsi Effendi (2 Folgen als Mascha)